# ATM Grupa

Logo w latach 2001–2007

Logo w latach 2008–2014

ATM Grupa – polskie przedsiębiorstwo z siedzibą w Bielanach Wrocławskich, założone 6 lutego 1992 roku, notowane na Giełdzie Papierów Wartościowych w Warszawie. Działalność rozpoczęło jako ATM Total Vision s.c., w 1995 przekształcone w spółkę z o.o., a w 2003 – w spółkę akcyjną. Na samym początku firma tworzyła newsy, reportaże i filmy dokumentalne, ale później rozpoczęła produkcję programów cyklicznych, teleturniejów i reality show.

## O firmie
Firma powstała 15 stycznia 1992, założyli ją pracownicy telewizji Echo – Andrzej Ziemiański, Tomasz Kurzewski i Mariusz Piesiewicz, od których inicjałów pochodzi nazwa spółki. Firma produkuje programy na zlecenie Telewizji Polsat, TVN, Polskich Mediów (TV4) oraz TVP.
Firma sprzedaje licencje na swoje programy odbiorcom zagranicznym, m.in. do Nowej Zelandii (Awantura o kasę), Włoch, Grecji, Czech oraz Hiszpanii (Gra w ciemno), a także do Irlandii i Ukrainy (licencja na reemisję serialu Pierwsza miłość).
Grupa ATM prowadzi działalność w czterech segmentach operacyjnych – produkcja telewizyjna i filmowa, zarządzanie aktywami trwałymi, nadawanie oraz działalność pozostała.
W skład Grupy Kapitałowej ATM wchodzi dziewięć spółek:
1. ATM Grupa SA – największy niezależny polski producent telewizyjny;
2. ATM Studio Sp. z o.o. – największe w Polsce i jedno z najnowocześniejszych w Europie Centrum Produkcji Filmowo-Telewizyjnej z siedzibą w Warszawie;
3. ATM System Sp. z o.o. – wynajem sprzętu i studiów telewizyjnych, usługi telewizyjne, filmowe, postprodukcja, transport;
4. ATM Virtual Sp. z o.o. - spółka zajmująca się obsługą studia produkcji wirtualnej zlokalizowanego w studiu ATM w Warszawie.
5. Studio A Sp. z o.o. – producent m.in. serialu Ranczo;
6. Profilm Sp. z o.o. – producent m.in. serialu Ojciec Mateusz;
7. BoomBit SA – produkująca i wydająca gry oraz aplikacje mobilne na platformy: iOS, Android, MAC, Windows Phone.;
8. FM Aldentro (w ATM Grupie od 2014) – zajmująca się organizacją wydarzeń medialnych, koncertów, imprez oraz stoisk targowych, specjalizująca się w produkcji programów dedykowanych w jakości telewizyjnej za pośrednictwem portali internetowych, mediów społecznościowych i YouTube;
9. ATM Inwestycje – spółka celowa do realizacji projektów inwestycyjnych i deweloperskich.
10. A2 Multimedia Sp. z.o.o. - spółka produkująca i dystrybuująca formaty wideo udostępniane przez internet.

30 września 2014 w wyniku połączenia Profilm Agencja Filmowa Sp. z o.o. i Baltmedia Sp. z o.o., druga z nich przestała istnieć, a Profilm Agencja Filmowa Sp. z o.o. zmieniła nazwę na Profilm Sp. z o.o.
Tuż przed końcem wyborów prezydenckich 2025 fundacja ATM, w której Tomasz Kurzewski jest większościowym udziałowcem, wyprodukowała spoty wyborcze - w zamyśle pro frekwencyjne, które uderzały w kandydatów na prezydenta Karola Nawrockiego i Sławomira Mentzena

## Telewizja
ATM Grupa złożyła wniosek o przyznanie koncesji na nadawanie dwóch stacji telewizyjnych: ATM TV (o profilu uniwersalnym) i ATM Rozrywka (o profilu filmowo-rozrywkowym). Otrzymała ją 16 lutego 2011 na mocy uchwały Krajowej Rady Radiofonii i Telewizji. Ponadto ATM Grupa wystartowała w konkursie o miejsce w pierwszym multipleksie Naziemnej Telewizji Cyfrowej dla ATM Rozrywka TV. Kanał ten otrzymał koncesję na nadawanie naziemne 26 kwietnia 2011 i znalazł się w MUX-1 DVB-T wśród trzech głównych kanałów TVP oraz trzech innych kanałów wyłonionych w tym samym konkursie. 20 lutego 2012 w godzinach popołudniowych kanał rozpoczął testy na satelicie HotBird, a od 29 lutego 2012 testy te pojawiły się również w emisji DVB-T. ATM Rozrywka oficjalnie wystartowało 1 sierpnia 2012, a zakończyło nadawanie dnia 24 lutego 2021 o 23:59.

## Najważniejsze produkcje

### Teleturnieje
- Strzał w 10 – we współpracy z Sony Pictures Television
- Gdzie jest Kłamczuch?
- Joker – we współpracy z Global Agency[8]
- Fort Boyard
- Rosyjska ruletka – we współpracy z Columbia Tristar International Television
- Awantura o kasę – we współpracy z Sony Pictures Television
- Życiowa szansa
- Daję słowo
- Gra w ciemno
- Przetrwanie
- Lingo
- Moment prawdy
- On i ona
- Koło fortuny – we współpracy z Sony Pictures Television i CBS Studios International
- Podróż życia
- Hipnoza

### Seriale
- Zachowaj spokój
- W głębi lasu
- Pierwsza miłość
- Świat według Kiepskich
- Echo serca
- Receptura – we współpracy z Production Services Poland
- I kto tu rządzi? – we współpracy z Sony Pictures Television
- Niesamowite historie
- Fala zbrodni
- Ekipa
- Tango z aniołem
- Tancerze
- Licencja na wychowanie
- Galeria
- Ojciec Mateusz
- Doręczyciel
- Ranczo
- Film: Dlaczego nie!
- Halo Hans!
- Ludzie Chudego
- Pitbull
- Film: Ranczo Wilkowyje
- Ratownicy
- Saloon Gier
- Sex FM
- Siła wyższa
- Film: Weekend
- Film: Złote krople
- Pielęgniarki
- Dziewczyny ze Lwowa
- Policjantki i policjanci
- Sprawiedliwi – Wydział Kryminalny
- Sprawiedliwi Trójmiasto
- Święty
- Miodowe lata – we współpracy z FremantleMedia Polska
- Kocham Klarę – we współpracy z Pearson Television
- Całkiem nowe lata miodowe – we współpracy z FremantleMedia Polska
- Dziupla Cezara – we współpracy z FremantleMedia Polska
- Bar Atlantic
- Lombard. Życie pod zastaw
- Druga szansa
- Mecenas Lena Barska
- Złotopolscy
- Troje pod przykrywką
- Film: Skołowani

### Reality shows
- Dwa Światy
- Bar
- Big Brother - we współpracy z Endemol Polska[9]
- Amazonki
- Mamy Cię!
- Hipnoza
- Power Couple
- Gladiatorzy
- Łysi i blondynki
- Kurczak na ostro

### Programy cykliczne
- Przebojowe dzieci
- Odlot
- Zerwane więzi
- Telewizyjne Biuro Śledcze
- Wysmakowani

### Eventy
- Wilkowyjce
- Summer Fest

ATM Grupa latem 2005 roku wyprodukowała dla Belgów reality show Królestwo, którego akcja toczyła się w zamku Grodziec.

## Nagrody
- 1993 – TVP uznała film dokumentalny Tymoteusz Karpowicz za najlepszy kupiony od producenta zewnętrznego
- 2001 – nagroda dla programu Zerwane więzi od Klubu Ludzi Życzliwych w uznaniu osiągnięć na rzecz ratowania zdrowia i życia dzieci; serial Świat według Kiepskich otrzymał Telekamerę w kategorii „najlepszy serial komediowy”
- 2002 – Telekamera dla Krzysztofa Ibisza (prowadzącego m.in. Awanturę o kasę) w kategorii „osobowość telewizyjna”; druga Telekamera dla Świata według Kiepskich w kategorii 'najlepszy serial komediowy
- 2003 – Krzysztof Ibisz otrzymał drugą Telekamerę w sekcji „widowisko telewizyjne”
- 2003 – Świat według Kiepskich na Festiwalu Dobrego Humoru po raz drugi zdobył nagrodę widzów w kategorii „ulubiony serial”.
- 2006 – serial Pierwsza miłość otrzymał nominację do nagrody w prestiżowym, międzynarodowym festiwalu ROSE D’OR w kategorii telenowela („soap”). Była to pierwsza w historii festiwalu Rose D’or nominacja dla polskiego serialu.
- 2007 – w konkursie Telekamery Tele Tygodnia 2007 nominacje do nagród uzyskały cztery produkcje realizowane przez Grupę ATM: Świat według Kiepskich[10], Pitbull, Fala Zbrodni oraz Pierwsza Miłość.
- 2007 – „Pitbull” na festiwalu „Wakacyjne kadry” w Cieszynie otrzymał nagrodę za najlepszy serial sensacyjny.
- 2008 – Sześć nominacji w konkursie Telekamery Tele-Tygodnia 2008 dla I kto tu rządzi?, Świat według Kiepskich[10] oraz Ranczo – w kategorii „serial komediowy”, Pierwsza miłość – w kategorii „serial obyczajowy” oraz Fala zbrodni i Pitbull w kategorii „serial kryminalny i sensacyjny”. Nominacja dla Krzysztofa Ibisza i Agnieszki Dygant występującej m.in. w serialu Fala Zbrodni.
- 2014 – Stowarzyszenie Miłośników Filmów Komediowych „Sami Swoi” w Lubomierzu przyznało Marzenie Kipiel-Sztuce i Ryszardowi Kotysowi Kryształowy granat w kategorii: Najkomiczniejsza aktorka i aktor sezonu oraz Niebieski granat dla serialu Świat według Kiepskich w kategorii: Najlepszy serial sezonu[11].

## Wyróżnienia biznesowe
- „Dobra Firma 2008”, Rzeczpospolita

ATM Grupa znalazła się w gronie najszybciej rozwijających się przedsiębiorstw, które wykazały ponadprzeciętne zyski.
- „Ranking TSR”, CEO

Wyróżniona za działania mają na celu zwiększenie wartości firmy dla inwestorów i akcjonariuszy.
- „Gazele Biznesu”, Puls Biznesu

Wyróżniona w rankingu ogólnopolskim, jak i rankingu województwa dolnośląskiego.
- „Lista 2000”, Rzeczpospolita

Wyróżnienie w kategorii najbardziej rentownych, jak i najbardziej efektywnie działających spółek na polskim rynku
- „Perły polskiej gospodarki”, Parkiet

Wymieniona w klasyfikacji ogólnej, jak i w rankingu branży medialnej.